# Tömör-Ochiryn Tulga
Tömör-Ochiryn Tulga, noto anche come Tulga Tumurochir (in lingua mongola Төмөр-Очирын Тулга; 11 febbraio 1998), è un lottatore mongolo, specializzato nella lotta libera.

## Biografia
Ha rappresentato la Mongolia ai Giochi olimpici estivi di Tokyo 2020, classificandosi nono nel torneo del pesi welter.
Ai mondiali di Oslo 2021 ha guadagnato la medaglia di bronzo nei -65 kg.

## Palmarès
- Mondiali

Oslo 2021: bronzo nei -65 kg;
- Campionati asiatici U23

Ulan Bator 2019: oro nei -65 kg;
- Campionati asiatici cadetti

Nuova Delhi 2015: oro nei -58 kg;